# Palazzo Faranda
Il Palazzo Faranda, palazzo storico di Palermo, posto sul Corso Calatafimi, davanti alla Porta Nuova ed alle spalle del Palazzo dei Normanni. Si tratta della residenza storica della Famiglia Faranda, originaria di Tortorici.
L'immobile, realizzato all'inizio del XIX secolo dal Principe Reggio D'Aci (nel periodo in cui fu Pretore della Città), passò, successivamente, alla Famiglia Fici - Duchi d'Amalfi - ed, infine, alla Famiglia Faranda.
Notevole soprattutto l'appartamento nobile sito al secondo piano, ricco di affreschi.
Un tempo sede della Banca Faranda.